# Seznam spisovatelů Nového myšlení
Toto je seznam spisovatelů, kteří byli považování za autory knih, článků týkajících se hnutí Nového myšlení.

## A
- James Allen[1] – Above Life's Turmoil, As A Man Thinketh (česky vyšlo jako Jak člověk smýšlí, 2009, 2011), Byways to Blessedness.
- U.S. Andersen[2] – Happiness is the Secret of Secrets, Three Magic Words
- William Walker Atkinson [pozn. 1] [3] – Thought Vibration, or The Law of Attraction in the Thought World, The Mastery of Being, Your Mind and How to Use It, Personal Power Series (12 dílů), a dalších více než 100 knih, česky byly vydány knihy Kybalion (2008) a Úplný systém psychických nauk (1998)

## B
- Frederick Bailes – Hidden Power for Human Problems, Your Mind Can Heal You
- Heather McCloskey Beck –:Take the Leap
- Michael Beckwith[4] – Spiritual Liberation: Fulfilling Your Soul's Potential
- Genevieve Behrend – Attaining Your Heart's Desire, Your Invisible Power
- Raymond Charles Barker[5] – Treat Yourself to Life, Money is God in Action
- Clara Beranger – Peace Begins At Home
- Kate Atkinson Boehme[6] – The Attainment of Happiness, The Radiant Path to Achievement, Mental Healing Made Plain.
- Dorothea Brande – Wake Up and Live
- Claude Bristol – The Magic of Believing
- Nona Lovell Brooks[7] –:hort Lessons in Divine Science, Mysteries, Divine Science and the Truth
- Eric Butterworth – "The Word Is Unity" Unity New York (1971), "Unity: A Quest For Truth" Robert Speller & Sons (1965), "Discover The Power Within You" Harper and Row (1968), "Unity Of All Life" DeVorss and Company (1969), "Life Is For Living"  Unity New York (1974), "In The Flow Of Life" Harper & Row (1975), "How To Break The Ten Commandments" Harper and Row (1977), "Spiritual Economics" Unity School of Christianity (1983), "Celebrate Yourself" Unity School of Christianity (1984), "You Make The Difference" Harper And Row (1984), "The Concentric Perspective" Unity School of Christianity (1984), "The Universe Is Calling" HarperCollins (1993), "PosiTrends Or Negatrends" Devorss & Co. (1998), "The Creative Life" Jeremy P. Tarcher/Putnam (2001). "Eric Butterworth: His Life and Teaching, Neal Vahle author, Open View Press, San Francisco (2012)
- Rhonda Byrne[8] – The Secret (česky vyšlo jako Tajemství, 2011, 2018), The Power (česky vyšlo jako Moc, 2018), The Magic (česky vyšlo jako Kouzlo, 2013), The Hero (česky vyšlo jako Hrdina, 2014), Daily Teachings (česky vyšlo jako Denní naučení, 2014), How The Secret chanded my life  (česky vyšlo jako Jak mi Tajemství změnilo život, 2018)

## C
- H. Emilie Cady[9] – Lessons in Truth, Finding The Christ in Ourselves, How I Used the Truth, God A Present Help
- Robert Collier[10] – The Life Magnet
- Terry Cole-Whittaker[11] – Live Your Bliss, What You Think of Me is None of My Business
- Russell Conwell[12] – Acres of diamonds (česky vyšlo jako Diamantová pole, 2001, 2012)
- Malinda Cramer[13] – Divine Science & Healing.

## D
- Mike Dooley – Infinite Possibilities: The Art of Living Your Dreams, Leveraging the Universe: 7 Steps to Engaging Life’s Magic, Manifesting Change: It Couldn't Be Easier, The Top 10 Things Dead People Want to Tell You
- Tamara Lee Dorris – The Law of Distraction & Art of Intending
- Richard Dotts – Allowing Divine Intervention, Dollars flow to me, It is done
- Horatio Dresser[14] – The Quimby Manuscripts, The Power of Silence, Spiritual Health and Healing
- Henry Drummond[15] – The Greatest Thing in the World
- Dr. Wayne W. Dyer[16] – Power of Intention (česky vyšlo jako Splněná přání, 2012), You'll See It When You Believe It (česky vyšlo jako Uvidíte to, až tomu uvěříte, 1989, 1996)

## E
- Frank Eckert – The Winner's Circle
- Ralph Waldo Emerson[17] – Essays: First and Second Seeries (česky vyšlo jako Essaye, 1912, Eseje, 1991)
- Warren Felt Evans[18] – The Mental-Cure, Illustrating the Influence of the Mind on the Body, The Divine Law of Cure

## F
- Charles Fillmore[19] – Metaphysical Bible Dictionary, The Twelve Powers of Man
- Myrtle Fillmore[19] – Healing Letters
- Emmet Fox[20] – The Sermon on the Mount: The Key to Success in Life, The Golden Key (pamphlet)
- James Dillet Freeman[21] – Be!, The Story of Unity
- David Friedman – The Thought Exchange

## G
- Shakti Gawain – Creative Visualization (česky vyšlo jako Tvůrčí představivost, 1991)
- Walter M. Germain – The Magic Power of Your Mind
- Neville Goddard[22] – Feeling Is The Secret, Your Faith is Your Fortune, The Neville Reader, The Law & the Promise, At Your Command, Awakened Imagination, Prayer: The Art of Believing, Resurrection, Awakened Imagination/The Search, Seedtime & Harvest, Out of This World: Thinking Fourth-Dimensionally
- Thaddeus Golas[23] [24] – The Lazy Man's Guide to Enlightenment (česky vyšlo jako Líného muže (ženy) cesta k osvícení, 1996)
- Joel S. Goldsmith[25] [26] – The Infinite Way, The Art of Spiritual Healing, Thunder of Silence, Practicing the Presence
- Dr. Kenneth D Gordon [27] – Mind and Manifestation
- Stuart Grayson[28] – Spiritual Healing: A Simple Guide for the Healing of Body, Mind, and Spirit.
- Joseph Perry Green

## H
- Charles F. Haanel [29] [30] – The Master Key System (česky vyšlo jako Klíč mistrů, 2010)
- Frank Channing Haddock[31] [32] – Power of Will: A Practical Companion Book for the Unfoldment of the Powers of Mind (česky vyšlo jako Síla a moc vůle - jak cvičit vůli, 1996)
- Henry Thomas Hamblin[33] – Dynamic Thought: Harmony, Health, Success, Achievement; Within You is the Power; Science of Thought; The Message of a Flower; The Open Door
- Louise Hay[34] – You Can Heal Your Life (česky vyšlo jako Miluj svůj život, 1994, 1998)
- Esther Hicks[35], Jerry Hicks[36] – Laws of Attraction (česky vyšlo jako Zákon přitažlivosti, 2007, 2009), Ask and it is given: Learning to manifest your desires (česky vyšlo jako Pros a dostaneš!, 2005), The Astonishing Power of Emotions (česky vyšlo jako Pocity, 2008)
- Napoleon Hill[37] – Think and Grow Rich (česky vyšlo jako Myšlením k bohatství, 1990)
- Ernest Holmes[38] – The Science of Mind
- Fenwicke Holmes[20] [39] – The Science of Faith, The Law of Mind in Action, Ernest Holmes: His Life and Times
- Emma Curtis Hopkins[40] – High Mysticism, Scientific Christian Mental Practice
- William Hornaday[41]
- Jean Houston

## Ch
- Sonia Choquette[42] – The Answer is Simple

## I
- Alexzandra de la Iglesia – Choosing Your Destiny

## J
- Fannie Brooks James[43]
- George Wharton James[44]

## K
- Byron Katie[45]
- Jason Kendrick[46]

## L
- Walter C. Lanyon[47] – It Is Wonderful, Ask
- Christian D. Larson[20] – Your Forces and How To Use Them, The Ideal Made Real or Metaphysics for Beginners
- Morris Lichtenstein[48] – Jewish Science and Health
- Max Freedom Long[49] – Self-Suggestion and the New Huna Theory of Mesmerism and Hypnosis.

## M
- Mildred Mann[38] – Become What You Believe
- Orison Swett Marden[50] – Peace, Power, and Plenty, Every Man A King, or, Might in Mind-Mastery
- Art Maxin – Love Your Neighbor
- May McCarthy – The Path to Wealth, Seven Spiritual Steps for Financial Abundance
- Jed McKenna – Spiritual Enlightenment: The Damnedest Thing, Spiritually Incorrect Enlightenment, Spiritual Warfare, Theory of Everything, Play, Dreamstate: A Conspiracy Theory
- Kevin L. Michel – Moving Through Parallel Worlds To Achieve Your Dreams
- Annie Rix Militz[9] – Concentration
- Kenneth G. Mills – The Key: Identity; Change Your Standpoint, Change Your World
- Edward Morrissey
- Mary Manin Morrissey
- Alfred G. Moses – Jewish Science: Divine Healing in Judaism
- A. K. Mozumdar
- Prentice Mulford – Thoughts Are Things
- Joseph Murphy[51] – The Power Of Your Subconscious Mind (česky vyšlo jako Moc podvědomí, 1993)
- Michael Murphy[52] – Powerful Attitudes, Golf in the Kingdom (česky vyšlo jako Golf v království, 1997)
- Caroline Myss[53] – Why People don't Heal and how they Can (česky vyšlo jako Proč se lidé neléčí a jak mohou, 2001), Sacred Contracts, Awekening your divine potential (česky vyšlo jako Posvátné smlouvy. Jak probudit svůj božský potenciál, 2005), Invisible Acts of Power (česky vyšlo jako Neviditelné dary, 2006), Defy Gravity (česky vyšlo jako Stav beztíže, 2010), Archetypes: Who Are You? (česky vyšlo jako Archetypy: Kdo jste vy?, 2013), Anatomy of the Spirit - The Seven Stages of Power and Healing (česky vyšlo jako Anatomie ducha, 2017)

## O
- Joel Osteen – The Power of I Am

## P
- Charles Brodie Patterson[19] – New Thought: A 21st Century Awakening
- Norman Vincent Peale[54] – The Power of Positive Thinking (česky vyšlo jako Síla pozitivního myšlení, 1992)
- Catherine Ponder[55] – The Dynamic Laws of Healing (česky vyšlo jako Duchovní léčení, 2003), A Prosperity Love Story: Rags to Enrichment (česky vyšlo jako Zázrak lásky, 2003)

## R
- J. Herman Randall[9] – A New Philosophy of Life
- Steven Redhead[56] – Creating Your Reality
- Della Reese
- Rachel Naomi Remen – Kitchen Table Wisdom
- Jane Roberts[57] – Seth Speaks: The Eternal Validity of the Soul (slovensky vyšlo jako Seth hovorí, 2014)
- Frank B. Robinson

## S
- John Selby
- Tosha Silver[58] – Outrageous Openness - Letting the Divine take the lead, Change me Prayers (slovensky vyšlo jako Otvor sa Univerzu, 2018)
- Florence Scovel Shinn – The Game of Life and How to Play it, The Magic Path of Intuition (česky vyšlo jako Kouzlo intuice, 2016, spoluautorka Louise Hay)
- Alethea Brooks Small
- Samuel Smiles[59] – Character (česky vyšlo jako Karakter, 1876), Self-Help (česky vyšlo jako Vlastní silou, 1877), Thrift (česky vyšlo jako Základ blahobytu, 1890), Life and Labour (česky vyšlo jako Moudrost života, 1918)

## T
- Masaharu Taniguchi[60] – The Science of Faith
- Elizabeth Towne[50] – Experiences in Self-Healing
- Thomas Troward[9] – The Creative Process In The Individual, The Edinburgh & Dore Lectures on Mental Science (1917), The Hidden Power
- Ralph Waldo Trine[20] [61] – In Tune With the Infinite (česky vyšlo jako V souzvuku s nekonečnem, 2000), The Greatest Thing Ever Known (česky vyšlo jako Nejvyšší věda lidská, 1913)

## V
- Joe Vitale[62] – The Seven Lost Secret of Success (na slovensku vyšlo jako Sedem stratených tajomstiev úspechu, 2007), The Key (česky vyšlo jako Klíč, 2009), Zero limits (česky vyšlo jako Svět bez hranic, 2009, spoluautor Haleakalā Hew Len[63]), The Attractor Factor (česky vyšlo jako Síla přitažlivosti, 2010), Life's Missing Instruction Manual (česky vyšlo jako Návod na šťastný život, 2010), The Awakening Course (slovensky vyšlo jako Kurz precitnutia, 2011), In Tune With the Infinite (česky vyšlo jako V souzvuku s nekonečnem, 2000), At Zero (česky vyšlo jako Na Nule, 2014), The Remembering Process (česky vyšlo jako Jak si pamatovat věci a události, 2000, spoluautor Daniel J. Barrett[64]), The Awakened Millionaire (česky vyšlo jako Probuzený milionář, 2017)
- Iyanla Vanzant[65]

## W
- Neale Donald Walsch[66] [67] – Conversations with God (česky vyšlo jako Hovory s Bohem, 2010, 2016)
- Wallace Wattles[68] [69] – The Science of Getting Rich (česky vyšlo jako Jistou cestou k bohatství, 2007), The Science of Being Great (česky vyšlo jako Jistou cestou ke skvělosti, 2011), The Science of Being Well (česky vyšlo jako Jistou cestou ke zdraví, 2018)
- Lilian Whiting[70] – The Outlook Beautiful
- Marianne Williamson[71] [72] [73]
- Ella Wheeler Wilcox[74] – The Heart of the New Thought, New Thought Common Sense
- Stuart Wilde[75] [76] – Grace, Gaia, and the End of Days: An Alternative Way for the Advanced Soul, Affirmations (česky vyšlo jako Kormidluj svůj člun, 1994), Whispering Winds of Change: Perceptions of a New World (česky vyšlo jako Cesta za zrcadlo aneb Šeptající vítr změn, 1999, 2004)
- Henry Wood[77] – The New Thought Simplified: How to Gain Harmony and Health

## Y
- Paramahansa Yogananda[78] – Autobiography of a Yogi
- Catherine Yronwode

## Z
- Tom Zender[79] – God Goes to Work
- Gary Zukav[71] [80] – The Dancing Wu Li Masters: An Overview of the New Physics, The Seat of the Soul (česky vyšlo jako Sídlo duše, 1997)